# Tây Nam Phần Lan
Tây Nam Phần Lan là một vùng thuộc miền tây Phần Lan, thủ phủ đặt tại thành phố Turku – trung tâm đô thị lớn nhất của vùng. Năm 2023, vùng có dân số là 486.053 người – đứng thứ 3 ở Phần Lan và có điện tích đất liền là 10.666,06 km² (2021). Bên cạnh thủ phủ Turku, vùng còn nhiều trung tâm đô thị khác,  quy mô nhất trong số đó là các thành phố Salo, Kaarina, Raisio và Lieto.
Vùng Nam Ostrobothnia tiếp giáp với:
- vùng tự trị Åland về phía tây nam;
- vùng Satakunta về phía bắc;
- các vùng Pirkanmaa và Kanta-Häme về phía đông bắc;
- vùng Uusimaa về phía đông.

Vùng biển xen giữa vùng Tây Nam Phần Lan và vùng tự trị Åland có tên là biển Quần Đảo (tiếng Phần Lan: Saaristomeri).